# Mbala Mbuta Biscotte
Mbala Mbuta Biscotte (ur. 7 kwietnia 1985 w Kinszasie) – piłkarz z Demokratycznej Republiki Konga grający na pozycji napastnika.

## Kariera klubowa
Karierę piłkarską Biscotte rozpoczął w klubie Les Stars z Kinszasy. W 2001 roku zadebiutował w jego barwach w pierwszej lidze Demokratycznej Republiki Konga. W 2002 roku odszedł do TP Mazembe z Lubumbashi, a w 2003 roku przeszedł do stołecznego DC Motema Pembe. W 2003 roku zdobył krajowy puchar, a w 2004 roku wywalczył mistrzostwo kraju.
W 2004 roku Biscotte przeszedł do Hapoelu Tel Awiw. W 2005 roku odszedł do Yverdon-Sport FC, grającego w drugiej lidze szwajcarskiej. W sezonie 2006/2007 grał w pierwszoligowym Grasshoppers Zurych, a w 2007 roku wrócił do Yverdonu. W 2008 roku był wypożyczony do Al-Ittihad Kalba, a latem 2009 odszedł do FC Locarno, gdzie spędził sezon. W rozgrywkach 2010-11 był graczem FC Schaffhausen, a w sezonie 2011/2012 przywdziewał barwy FC Winterthur.
Grał też w angolskim Kabuscorpie i we francuskim SO Cholet z piątej ligi.
| Sezon   | Klub                | Kraj                          | Rozgrywki        | Mecze | Bramki |
| ------- | ------------------- | ----------------------------- | ---------------- | ----- | ------ |
| 2001    | Les Stars Kinszasa  | Demokratyczna Republika Konga | Linafoot         | ?     | ?      |
| 2002    | TP Mazembe          | Demokratyczna Republika Konga | Linafoot         | 36    | 7      |
| 2003    | DC Motema Pembe     | Demokratyczna Republika Konga | Linafoot         | 35    | 11     |
| 2004    | DC Motema Pembe     | Demokratyczna Republika Konga | Linafoot         | 36    | 14     |
| 2004/05 | Hapoel Tel Awiw     | Izrael                        | Ligat ha’Al      | 14    | 3      |
| 2005/06 | Yverdon-Sport FC    | Szwajcaria                    | Challenge League | 32    | 9      |
| 2006/07 | Grasshoppers Zurych | Szwajcaria                    | Super League     | 22    | 2      |
| 2007/08 | Yverdon-Sport FC    | Szwajcaria                    | Challenge League | 17    | 5      |
| 2007/08 | Al-Ittihad Kalba    | Zjednoczone Emiraty Arabskie  | UAE League       | 18    | 13     |
| 2008/09 | Yverdon-Sport FC    | Szwajcaria                    | Challenge League | 29    | 12     |
| 2009/10 | FC Locarno          | Szwajcaria                    | Challenge League | 27    | 8      |
| 2010/11 | FC Schaffhausen     | Szwajcaria                    | Challenge League | 14    | 1      |
| 2011/12 | FC Winterthur       | Szwajcaria                    | Challenge League | 1     | 0      |

## Kariera reprezentacyjna
W reprezentacji Demokratycznej Republiki Konga Biscotte zadebiutował w 2002 roku. W 2004 roku podczas Pucharu Narodów Afryki 2004 był rezerwowym i rozegrał jedno spotkanie, z Rwandą (0:1). Z kolei w 2006 roku rozegrał 4 spotkania w Pucharze Narodów Afryki 2006: z Togo (2:0), z Angolą (0:0), z Kamerunem (0:2) i ćwierćfinale z Egiptem (1:4).